# Sigismundus Lauxmin
Sigismundus Lauxmin (auch Sigismundus Lauxminus, litauisch: Žygimantas Liauksminas; * 1596, möglicherweise auch erst 1597; † 1670) war ein litauischer Philosoph, Rhetoriker und Musikwissenschaftler.
Sigismundus Lauxmin lehrte als Professor an der Academia et Universitas Vilnensis Societatis Iesu. Er war europaweit für seine Schriften berühmt, insbesondere für Praxis oratoria et praecepta artis rhetoricae (Praxis der Redegewandtheit und Gesetze der rhetorischen Kunst, 1648, 14 bekannte Ausgaben in verschiedenen europäischen Ländern) und als Rhetoriker der Musik für Ars et Praxis mvsica (Kunst und Praxis der Musik, 1667). 1655 verfasste er mit Epitome institutionum linguae Graecae ein Lehrbuch der griechischen Grammatik. Darüber hinaus schrieb er weitere grammatikalische Schriften, Gedichte und Lobsprüche.

## Belege
1. ↑  Zur Geschichte des alten litauischen Buches
2. ↑  Nijole Juchneviciene: Teaching of Classical Languages in Lithuania (Memento vom 4. März 2016 im Internet Archive) (PDF; 138 kB)
3. ↑  Thematik der Bücher in Litauen im 16.-18. Jahrhundert

| Personendaten    | Personendaten                                                       |
| ---------------- | ------------------------------------------------------------------- |
| NAME             | Lauxmin, Sigismundus                                                |
| ALTERNATIVNAMEN  | Liauksminas, Žygimantas; Lauxminus, Sigismundus; Lauxmin, Sigismund |
| KURZBESCHREIBUNG | litauischer Philosoph, Rhetoriker und Musikwissenschaftler          |
| GEBURTSDATUM     | um 1596                                                             |
| STERBEDATUM      | 1670                                                                |